# Sellos de Alemania en 2010
Los sellos de Alemania en el año 2010 fueron puestos en circulación por el Deutsche Post, la administración postal de Alemania. En total se emitieron 56 sellos postales (sólo un sello fue emitido en hoja bloque), comprendidos en 42 series filatélicas de temáticas diversas.

## Descripción
| Imagen | Fecha de emisión | Nombre del sello (descripción) | Dimensiones (mm)       | Valor facial (en euro) |
| ------ | ---------------- | --- | ---------------------- | ---------------------- |
|        | 02.01            | «Para la beneficencia - Frutas» Cada sello muestra tres ilustraciones: la flor del fruto, la fruta completa y un corte transversal de la misma. Además los sellos emiten el olor de la respectiva fruta 1) La manzana (Malus domestica)                                                             | 55,0 × 32,8            | 0,45+0,20              |
|        | 02.01            | 2) La fresa (Fragaria ananassa) | 55,0 × 32,8            | 0,55+0,25              |
|        | 02.01            | 3) El limón (Citrus limon) | 55,0 × 32,8            | 0,55+0,25              |
|        | 02.01            | 4) El arándano (Vaccinium myrtillus) | 55,0 × 32,8            | 1,45+0,55              |
|        | 02.01            | «1100º aniversario de Limburg a. d. Lahn» 1) Un cuadro del año 1867 que muestra una vista de la ciudad de Limburg an der Lahn (Hesse) con la catedral y el puente sobre el río Lahn en primer término                                                                                               | 44,2 × 26,2            | 1,45                   |
|        | 02.01            | «Milenario de la Iglesia de San Miguel de Hildesheim» 1) Una ilustración de la Iglesia de San Miguel en Hildesheim (Patrimonio de la Humanidad de la Unesco desde 1985) | 35,0 × 35,0            | 2,20                   |
|        | 02.01            | «200º aniversario del Museo de Historia Natural de Berlín» 1) Algunos de los ejemplares animales exhibidos en el Museo de Historia Natural de Berlín, entre los que se encuentra el espectacular esqueleto de un braquiosaurio                                                                      | 44,2 × 26,2            | 0,45                   |
|        | 02.01            | «Capital Europea de la Cultura Ruhr 2010» 1) Composición alusiva a la Capital Europea de la Cultura Ruhr 2010: ocho fotografías tomadas en la región del Ruhr, cada una con una letra o número de la palabra "RUHR 2010"                                                                            | 44,2 × 26,2            | 0,55                   |
|        | 02.01            | «Flores» 1) La flor zapatilla de dama (Cypripedium calceolus) | 21,5 × 30,13           | 4,10                   |
|        | 11.02            | «Para el deporte» 1) Un esquiador alpino discapacitado con motivo de los Juegos Paralímpicos de Invierno de 2010 celebrados en Vancouver (Canadá) entre el 12 y 21 el de marzo | 55,0 × 32,8            | 0,45+0,20              |
|        | 11.02            | 2) Un biatleta con motivo de los Juegos Olímpicos de Invierno de 2010 celebrados en Vancouver (Canadá) entre el 12 y 28 el de febrero | 55,0 × 32,8            | 0,55+0,25              |
|        | 11.02            | «Anillo de bodas judío de Erfurt» 1) Un anillo de bodas de oro del siglo XIV perteneciente al tesoro hallado en los restos del barrio judío de Erfurt en 1998 | 35,0 × 35,0            | 0,90                   |
|        | 11.02            | «Mensch ärgere Dich nicht» 1) Dibujo alusivo al popular juego de mesa alemán Mensch ärgere Dich nicht ("Hombre, no te enfades"); juego parecido al parchís | 44,2 × 26,2            | 0,55                   |
|        | 01.03            | «Flores» 1) una rosa roja (familia de las Rosáceas); sello impregnado con olor dicha flor | 21,5 × 30,13           | 0,55                   |
|        | 11.03            | «Pintores alemanes» 1) El cuadro Ariadna abandonada (Die verlassene Ariadne) de la pintora Angelika Kauffmann | 35,0 × 35,0            | 2,60                   |
|        | 11.03            | «Correos – Con buenos deseos» 1) El arcoíris | 44,2 × 26,2            | 0,55                   |
|        | 11.03            | 2) Un barco | 44,2 × 26,2            | 0,55                   |
|        | 08.04            | «Para el deporte» 1) Diseño alusivo a la XIX Copa Mundial de Fútbol celebrada en Sudáfrica entre el 11 de junio y el 11 de julio de ese año | 55,0 × 32,8            | 0,55+0,25              |
|        | 08.04            | 2) Diseño alusivo al LXXIV Campeonato Mundial de Hockey sobre Hielo celebrado en Alemania entre el 7 y el 23 de mayo | 55,0 × 32,8            | 1,45+0,55              |
|        | 08.04            | «Correos – Con buenos deseos» 1) Un ángel | 44,2 × 26,2            | 0,55                   |
|        | 08.04            | 2) Una paloma | 44,2 × 26,2            | 0,55                   |
|        | 08.04            | «Centenario de la Estación Ornitológica de Helgoland» (HB) 1) Fotografía de la Estación Ornitológica de Helgoland | 55,0 × 32,8 (105 × 70) | 1,45                   |
|        | 06.05            | «Flores» 1) Una muguete | 21,5 × 30,1            | 0,45                   |
|        | 06.05            | «Para la protección ambiental» 1) Dos focas como símbolo de la protección de los mares | 55,0 × 32,8            | 0,55+0,25              |
|        | 06.05            | «Europa» 1) Serie anual a cargo de PostEurop, ese año bajo el tema Libros infantiles El sello muestra un motivo alusivo con un osito de peluche leyendo un libro | 35,0 × 35,0            | 0,55                   |
|        | 06.05            | «200º aniversario de Robert Schumann» 1) Retrato de perfil del componista y pianista Robert Schumann y una frase suya | 44,2 × 26,2            | 0,55                   |
|        | 06.05            | «Abejas» 1) Una abeja posada en una flor | 35,0 × 35,0            | 0,55                   |
|        | 10.06            | «Faros» 1) El faro de Neuwerk en la isla homónima | 35,0 × 35,0            | 0,45                   |
|        | 10.06            | 2) El faro Falshöft en Pommerby | 35,0 × 35,0            | 0,55                   |
|        | 10.06            | «Centenario del nacimiento de Konrad Zuse» 1) El ingeniero y empresario Konrad Zuse | 44,2 × 26,2            | 0,55                   |
|        | 08.07            | «Tema actual» Dibujos a cargo del cantante, escritor y pintor Udo Lindenberg que representan dos de sus canciones más populares 1) Andrea Doria | 44,2 × 26,2            | 0,45                   |
|        | 08.07            | 2) Sonderzug nach Pankow (Tren especial a Pankow) | 44,2 × 26,2            | 0,55                   |
|        | 08.07            | «300 años de la producción de porcelana en Alemania» 1) Diseño alusivo | 44,2 × 26,2            | 0,55                   |
|        | 08.07            | «Diligencias postales históricas» 1) Dibujo de un carruaje antiguo | 34,9 × 34,9            | 1,45                   |
|        | 12.08            | «Para la juventud» Cuatro transatlánticos históricos 1) El Deutschland | 55,0 × 32,8            | 0,45+0,20              |
|        | 12.08            | 2) El Imperator | 55,0 × 32,8            | 0,55+0,25              |
|        | 12.08            | 3) El Aller | 55,0 × 32,8            | 0,55+0,25              |
|        | 12.08            | 4) El Columbus | 55,0 × 32,8            | 1,45+0,55              |
|        | 12.08            | «Centenario del nacimiento de la Madre Teresa» 1) La Madre Teresa de Calcuta y la leyenda «Die Armut wurde nicht von Gott geschaffen. Die haben wir hervorgebracht, ich und du mit unserem Egoismus» (La pobreza no fue creada por Dios. Nosotros la hemos alimentado, tú y yo con nuestro egoísmo) | 35,0 × 35,0            | 0,70                   |
|        | 12.08            | «75 años del vuelo histórico de Elly Beinhorn» 1) La piloto Elly Beinhorn y una imagen del avión Taifun (un Messerschmitt Bf 108) con el que realizó en 1935 el histórico viaje Gliwice-Estambul-Berlín en 13,5 h                                                                                   | 44,2 × 26,2            | 0,55                   |
|        | 12.08            | «Feria del Libro de Fráncfort» 1) Un retrato del escritor Jorge Luis Borges, difuminado por un juego óptico de líneas, con motivo de la Feria del Libro de Fráncfort, que contó ese año con Argentina como país invitado de honor                                                                   | 26,2 × 44,2            | 1,70                   |
|        | 09.09            | «Servicio al prójimo» 1) Un óleo de la Fundación para Ciegos St. Johannes, ubicada en Schweinspoint, con motivo del 150.º aniversario de su fundación | 35,0 × 35,0            | 0,90                   |
|        | 09.09            | «Para nosotros los niños» 1) Dibujo alusivo que representa a un niño durmiendo entre los brazos de un gran osito de peluche | 35,0 × 35,0            | 0,55                   |
|        | 09.09            | «Día del Sello Postal – Afiches postales» 1) Un afiche postal del año 1890 reproduciendo un barco de vapor del Correo del Imperio Alemán que parte de Hamburgo con la ruta Helgoland-Norderney-Sylt                                                                                                 | 35,0 × 35,0            | 0,55                   |
|        | 09.09            | «200º aniversario de la Oktoberfest» 1) Motivo alusivo a la popular feria otoñal Oktoberfest, celebrada anualmente en Múnich | 35,0 × 35,0            | 0,55                   |
|        | 09.09            | «20 años de la Reunificación alemana» 1) Foto referente a la Reunificación alemana, acontecida oficialmente el 3 de octubre de 1990, que muestra a berlineses celebrando la Reunificación enfrente del edificio del Bundestag                                                                       | 35,0 × 35,0            | 0,55                   |
|        | 07.10            | «Casas de paredes entramadas en Alemania» 1) Una casa alto-alemana de 1582 en Eppingen | 34,9 × 34,9            | 0,45                   |
|        | 07.10            | 2) Una casa bajo-alemana de 1734 en Trebel-Dünsche | 34,9 × 34,9            | 0,55                   |
|        | 07.10            | «Centenario del Instituto Friedrich Loeffler» 1) Retrato del médico y bacteriólogo Friedrich Loeffler, la estructura de un virus y un microscopio | 44,2 × 26,2            | 0,85                   |
|        | 07.10            | «Fiesta de la Cosecha» 1) Imagen de una espiga de trigo y los perfiles dibujados de las frutas siguientes: ciruelas, calabaza, pera, manzana, limón y uvas | 35,0 × 35,0            | 0,55                   |
|        | 11.11            | «Navidad» Dos escenas del belén de la Catedral de Nuestra Señora de Múnich: 1) La Virgen María con el Niño Jesús | 55,0 × 32,8            | 0,45+0,20              |
|        | 11.11            | 2) La adoración de los Reyes Magos | 55,0 × 32,8            | 0,55+0,25              |
|        | 11.11            | «750 años de la Knappschaft» 1) La Knappschaft o sindicato cooperativo de los mineros, uno de los primeros sistemas de seguridad social del mundo, representada en una foto partida en dos, que muestra a un minero tomando un refigerio                                                            | 44,2 × 26,2            | 1,45                   |
|        | 11.11            | «200º aniversario de Fritz Reuter» 1) La imagen del poeta Fritz Reuter y una de sus estrofas: "Wenn einer dauhn deiht, / wat hei deiht, / denn kann hei nich mihr / dauhn, as hei deiht." (), escrita en el dialecto bajo alemán                                                                    | 35,0 × 35,0            | 1,00                   |
|        | 11.11            | «175 años del transporte ferroviario en Alemania» 1) Motivo alusivo que muestra una escena de época con un tren de vapor partiendo de una estación llena de personas | 35,0 × 35,0            | 0,55                   |
|        | 11.11            | «Campeonato Mundial de Esquí Alpino de 2011» 1) El XLI Campeonato Mundial de Esquí Alpino a ser celebrado en la localidad alpina de Garmisch-Partenkirchen del 7 al 20 de febrero de 2011, representado por un esquiador realizando un descenso                                                     | 44,2 × 26,2            | 0,55                   |